# Coussapoa ferruginea
Coussapoa ferruginea är en nässelväxtart som beskrevs av Trec.. Coussapoa ferruginea ingår i släktet Coussapoa och familjen nässelväxter. Inga underarter finns listade i Catalogue of Life.